# Hobbitul: O călătorie neașteptată
Hobbitul: O călătorie neașteptată (titlul original în engleză: The Hobbit: An Unexpected Journey) este un film epic fantastic de aventuri din 2012 regizat de Peter Jackson. Este prima parte a seriei de filme bazată pe romanul din 1937 Hobbitul de  J. R. R. Tolkien. Este urmat de Dezolarea lui Smaug (2013) și  de Bătălia celor cinci armate (2014), trilogia fiind un prequel al seriei Stăpânul inelelor.